# Guante Billie Jean de Michael Jackson
El guante blanco de pedrería que utilizó Michael Jackson en los conciertos de «Billie Jean», es comúnmente denominado “The Gloved One” o sea “El Enguantado”. El 22 de noviembre de 2009, el empresario hongkonés Hoffman Ma, compró el guante original por 350.000 dólares en una subasta en el Hard Rock Cafe de Nueva York. Inicialmente, el precio de salida del guante debía estar ente 40.000 y 60.000 dólares.  La subasta fue organizada por la casa de subastas privada californiana Julien's Auctions. El presidente y fundador de la casa, Darren Julien, dijo que el guante es 'el Santo Grial de Michael Jackson'. Este guante, junto con la chaqueta de Thriller, son las prendas más recordadas de Jackson. 

## Diseño
El guante que usó Michael Jackson durante su presentación en el especial de televisión Motown 25 de 1983, fue hecho a partir de un guante de golf. El guante original fue diseñado por los estadounidenses Michael Bush y Dennis Tompkins, que colaboraron en toda la carrera de Michael en el vestuario, en 1982, para el concierto que Michael y el grupo que formó en su infancia, los The Jackson Five, dieron para el especial televisivo Motown 25: Yesterday, Today, Forever, en 1983, grabado en el Pasadena Civic Auditorium de California. Michael le dijo a Bush que 'Quería algo único... Nunca antes visto... Algo innovador' [cita requerida]. 
Hubo diferentes guantes. Uno llevaba auténticos cristales de la compañía de lujo austriaca Swarovski, diseñado por Bill Whitten a principios de los años 80; otro fue adornado además de con los cristales swaroski con 50 pequeñas luces que se encendían gracias a una pequeña pila escondida en el puño. El guante de la Motown 25 fue hecho a partir de piel sintética y decorado con una malla de piedras preciosas de imitación. Aparte del blanco, Michael tuvo guantes de lentejuelas negros, púrpuras, amarillos, rojos y azules; pero no hay imágenes, a petición del mismo Michael Jackson. 

## Función del guante
En una ocasión, Michael Jackson lo explicó:

Llevar un solo guante es cool, ponerse los dos era muy ordinario.

Así se creyó por mucho tiempo. Hasta que se desveló la verdad.   

### El guante era para camuflar el vitíligo
La actriz estadounidense Cicely Tyson, gran amiga de Michael, afirmó que el artista utilizaba el guante por dos razones: la primera, por estética. La segunda, por una enfermedad que le había sido diagnosticada a Jackson a inicios de 1983: el vitíligo. El vitíligo es una enfermedad de la piel adquirida, crónica, de carácter autoinmune, que se caracteriza por la aparición de áreas despigmentadas bien delimitadas de la piel debido a la falta de función y pérdida de los melanocitos (las células responsables de la pigmentación). El vitíligo empezó en la mano izquierda de Michael, por eso mandó hacer un guante; para que no fuera demasiado sospechoso, pidió que se le agregaran lentejuelas. 

## Los guantes
En 2021, se descubrió donde estaban todos los otros guantes que Michael usó. El vicepresidente de Guinea Ecuatorial, Teodorín Nguema Obiang, obtuvo los guantes de Michael Jackson de forma ilegal. Se subastaron todos estos guantes requisados por 275.000 dólares, para comprar vacunas contra el COVID-19. El funcionario acabó en la cárcel, condenado por corrupción. Además de los guantes, en su colección había una chaqueta autografiada que fue utilizada por el cantante en el lanzamiento de Thriller. Como vicepresidente, fue acusado de comprar estos bienes con recursos obtenidos ilícitamente. 